# سامسونج جالكسي ميني
سامسونج جالكسي ميني (بالإنجليزية: Samsung Galaxy Mini)‏ هو هاتف ذكي من إلكترونيات سامسونج ضمن سلسلة مجرة (Galaxy) يعمل بنظام أندرويد، تم طرحه في الأسواق في 2011.

## الخصائص
- نظام التشغيل: أندرويد
- الكاميرا الخلفية: 15 ميجابكسل
- الشاشة: إل سي دي
- الوزن: 106.6 غ (3.76 أونصة)
- المعالج: 600 ميجا هرتز
- الذاكرة: 384 ميجابايت
- التخزين: 160 ميجابايت